# 阿根廷突牙甲鯰
阿根廷突牙甲鯰，為輻鰭魚綱鯰形目甲鯰科的其中一種，為溫帶淡水魚，分布於南美洲拉布拉他河流域，體長可達28.2公分，棲息在底層水域，生活習性不明。

## 扩展阅读
維基物種上的相關：阿根廷突牙甲鯰